# Romeo in Julija
Romeo in Julija je naslov tragične ljubezenske zgodbe, ki je navdihovala ustvarjalce vseh generacij in umetniških zvrsti.
Zgodovinarji nravi zatrjujejo, da so romantično ljubezen v 11. stoletju »iznašli« provansalski popotni vitezi, čeprav je idealni vzorec odnosa med moškim in žensko, ki ga lahko tako označimo, opisan že v stari zavezi, v poseben mit. V starih italijanskih kronikah so našli zapise o nesrečni aferi, ki je bila večkrat upesnjena v helenističnem romanu in v poeziji zlatega rimskega obdobja. Visoka renesansa je ideal romantične ljubezni priredila, v času, ko so Verono pretresali poulični spopadi med konkurenčnimi klani in je bila vsaka večja hiša v mestu obzidana in utrjena kot trdnjava, se je ta ljubezen pripetila dvema sprtima veronskima družinama. Zgodbo o Romeu in Juliji je leta 1562 pod naslovom Tragicall Historye of Romeus and Juliet upesnil Anglež Arthur Brooke. Po njenem vzoru je William Shakespeare leta 1593 zložil nesmrtno tragedijo.

## Zgodba
V Veroni sta okrog 12. stoletja prebivali družini Capulet in Monteg, ki sta bili sprti. Romeo je pripadal Montegom, Julija pa Capuletom. Na plesu, ki so ga priredili Capuletovi, sta se Romeo in Julija spoznala. Takrat Romeo ni vedel, da je Julija edina hči Capuletov, Julija pa ne, da je Romeo edini sin Montegov. Ko sta se tega zavedla, sta bila že strastno zaljubljena. Romeo je prišel k Juliji pod okno in poslušal Julijine monologe in se kasneje tudi oglasil in ji obljubil zvestobo. Poznala sta se komajda nekaj ur, ko sta se že poročila. Kmalu po poroki je Romeovega prijatelja Mercutia zabodel Julijin bratranec Tybalt. Tega ubije Romeo, zaradi česar pa ga knez Verone izžene iz mesta. Julija je zaradi Romeovega izgona popolnoma nesrečna, vse pa postane še slabše, ko izve, da so jo starši zaročili z grofom Parisom, njenim tedanjim snubcem. Julija v obupu odide do patra Lorenza, ki jo je poročil z Romeom in ga vpraša, kaj naj naredi. Ta ji da napoj, ki jo bo pogreznil v spanec za 24 ur, medtem, ko bodo njeni bližnji mislili, da je mrtva. On bo pisal Romeu, mu povedal za načrt in ta jo bo odpeljal k sebi. In res: dan pred poroko Julija spije napoj, se pogrezne v spanec, zjutraj jo pride zbudit zaročenec grof Paris in novica se hitro razširi. Tako vsi Capuletovi mislijo, da je mrtva. Pokopljejo jo, pogreb pa vidi eden izmed Romeovih prijateljev in mu strašno vest tudi sporoči. Ta ga doseže hitreje, kot župnikovo pismo, (ki ga brat Janez sploh ni uspel dostaviti), zato se hitro odpravi v Verono. Na poti sreča lekarnarja od katerega kupi strup, ki ga, če ga bo spil  takoj ubije. Romeo prispe v Julijino grobnico in spije strup. Ko se Julija zbudi, vidi mrtvega Romea, zato se zabode z njegovim nožem. Naslednji dan družina Capulet najde odprto grobnico v kateri ležita Romeo in Julija, torej izve resnico o njiju. Pokara ju tudi knez češ, da sta zaradi slepega sovraštva ubila lastna otroka. Družini Capulet in Monteg po tej tragediji zakopljeta bojno sekiro, ko je že prepozno.